# Molophilus paratetrodonta
Molophilus paratetrodonta är en tvåvingeart som beskrevs av Günther Theischinger 1992. Molophilus paratetrodonta ingår i släktet Molophilus och familjen småharkrankar. Inga underarter finns listade i Catalogue of Life.